# Crunk
Crunk er en musikstil inden for hiphop fra den sydlige del af USA, specielt området omkring Atlanta. Udtrykket Crunk er en sammentrækning af de engelske ord "crazy" og "drunk".
| Musik | Spire Denne musikartikel er en spire som bør udbygges. Du er velkommen til at hjælpe Wikipedia ved at udvide den. |